# Карпуков Леонід Матвійович
Леонід Матвійович Карпуков (нар. 7 травня 1945 року; Чойбалсан, Монголія) — український інженер, фахівець у галузі радіотехніки, доктор технічних наук, професор, завідувач кафедри захисту інформації Запорізької політехніки.

## Біографія
Народився 7 травня 1945 року в місті Чойбалсан, Монголія.
У 1968 році закінчив Запорізький машинобудівний інститут (спеціальність — «Радіотехніка»). Від того часу розпочав викладацьку діяльність.
У 1979 році захистив кандидатську дисертацію за спеціальністю «Антени та пристрої мікрохвильової техніки» у Всесоюзному НДІ радіотехніки у Москві.
У 2005 році захистив докторську дисертацію на тему: «Розвиток теорії проєктування багатошарових інтегральних схем НВЧ».
З 2006 року — завідувач кафедри захисту інформації Запорізької політехніки. У 2007 році отримав вчене звання «професор».

## Науковий доробок
Основний напрям наукових досліджень — моделювання та розроблення мікрохвильових інтегральних елементів і пристроїв. Автор багатьох публікацій та 6 патентів на винаходи.

## Публікації
1. Карпуков Л. М.  Прямой синтез шлейфных фильтров нижних частот с чебышевской характеристикой / Л. М. Карпуков, Р. Ю. Корольков // Радіоелектроніка. Інформатика. Управління. 2014 № 1. с. 35-39.
2. Карпуков Л. М. Прямой метод синтеза полосно-пропускающих шлейфовых фильтров с чебышевской характеристикой / Карпуков Л. М., Корольков Р. Ю. // Радіотехніка. ХНУРЕ. — 2013. — № 1.
3. Карпуков, Л. М. Защита информации в волоконно-оптических линиях связи [Текст] / Л. М. Карпуков, О. В. Щекотихін, В. И. Мысленков // Вісник Хмельницького національного університету. — 2007. № 2. с. 180-182.
4. Карпуков, Л. М. Завадостійкий  спосіб передачі інформації в системах оптичного зв'язку [Текст] / Л. М. Карпуков, О. В. Щекотихін, Р. Ю. Корольков // Вісник Хмельницького національного університету. — 2007. № 2. с. 188-192.
5. Карпуков Л. М. Защита информации от несанкционированного распространения в сети интернет без ссылки на первоисточник / Карпуков Л. М., Козина Г. Л., Андрущенко Д. М. //Реєстрація, зберігання і обробка даних. — Київ, 2011,T.13, № 2. с. 80-85.
6. Спосіб передачі інформації в системах оптичного зв'язку / Карпуков Л. М., Щекотихін О. В., Сметанін І. М., Корнійчук В. І.// Патент на корисну модель № 62006 Україна, МПК (2011) H04В 10/12.Опубл.10.08.2011.Бюл. № 15.
7. Поверхностные волны на границах раздела метасред. Моделирование эффектов сверхразрешения / Романенко С. Н., Карпуков Л. М. Борисенко В. А., Львов А. С.// Радіоелектроніка. Інформатика. Управління. — 2011.-№ 2. — с. 7-13.
8. Спосіб захисту ліцензійного програмного забезпечення від несанкціонованого використання / Андрущенко Д. М., Козина Г. Л., Карпуков Л. М. // Патент на корисну модель № 68078 Україна, МПК (2012.01) G06F 12/00. Опубл. 12.03.2012. Бюл. № 5.
9. Карпуков Л. М. Методика синтеза микроволновых шлейфовых фильтров с нулями у передаточной функции / Карпуков Л. М., Корольков Р. Ю., Клочко В. В. // Сучасні проблеми і досягнення в галузі радіотехніки, телекомунікацій та інформаційних технологій: Тези доповідей VI Міжнародної науково-практичної конференції — Запоріжжя: ЗНТУ, 2012. — с. 26-27.